# San José de Jorge López
San José de Jorge López är en ort i Mexiko.   Den ligger i kommunen Irapuato och delstaten Guanajuato, i den centrala delen av landet, 270 km nordväst om huvudstaden Mexico City. San José de Jorge López ligger 1 723 meter över havet och antalet invånare är 945.
Terrängen runt San José de Jorge López är platt åt sydost, men åt nordväst är den kuperad. Runt San José de Jorge López är det tätbefolkat, med 790 invånare per kvadratkilometer. Närmaste större samhälle är Irapuato, 4,5 km öster om San José de Jorge López. Runt San José de Jorge López är det i huvudsak tätbebyggt.